# Michiel Hylkes Tromp

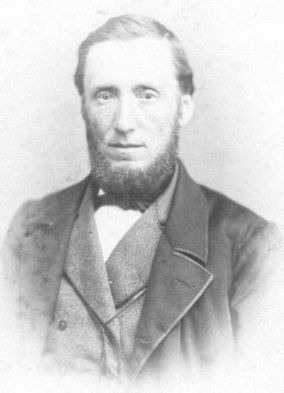
Tromp in 1866

Michiel Hylkes Tromp (Ypecolsga, 24 oktober 1824 - Leeuwarden, 29 januari 1915) was een Nederlands burgemeester.
Tromp was een zoon van boer Hylke Michiels Tromp en Trijntje Aukes Douma. Hij werd koopman en kruidenier in Woudsend. In de jaren vijftig werd hij lid van de Provinciale Staten van Friesland. Vanaf 1864 was hij commissaris van Woudsend Verzekeringen. Hij was enige tijd gemeenteraadslid en werd in 1881 benoemd als burgemeester van Wymbritseradeel. Hij was daarnaast dijkgraaf. In 1906 werd hem eervol ontslag verleend als burgemeester. Hij werd opgevolgd door zijn zoon Hylke Michiel Tromp.